# Mikoroshoni
Mikoroshoni ist ein Verwaltungsbezirk (Ward) des Distrikts Kyela in der tansanischen Region Mbeya.

## Geografie
Mikoroshoni ist ein Bezirk im Südwesten von Tansania. Er ist ein Stadtteil im Südwesten der Distrikthauptstadt Kyela. Die Fläche des Bezirks beträgt 0,3 Quadratkilometer und bei der Volkszählung 2022 lebten hier 2615 Menschen in 895 Haushalten.

## Gliederung
Der Bezirk besteht aus drei Orten (Kitongoji):
- Mikoroshoni
- Unyakyusa
- Jonard